# Twyford (Hampshire)
Twyford – wieś w południowej Anglii, w hrabstwie Hampshire, w dystrykcie Winchester, położona na wschodnim brzegu rzeki Itchen, na skraju parku narodowego South Downs. Leży 7 km na południowy wschód od miasta Winchester i 99 km na południowy zachód od Londynu. Miejscowość liczy 1456 mieszkańców.